# Binagadi
Binagadi (ryska: Бинагади, azerbajdzjanska: Binəqədi) är en ort i Azerbajdzjan.   Den ligger i distriktet Baku, i den östra delen av landet, 11 kilometer nordväst om huvudstaden Baku. Binagadi ligger 44 meter över havet och antalet invånare är 14 012.
Terrängen runt Binagadi är huvudsakligen platt, men åt sydväst är den kuperad. Runt Binagadi är det tätbefolkat, med 982 invånare per kvadratkilometer.. Närmaste större samhälle är Baku, 11,2 kilometer sydost om Binagadi. 
Omgivningarna runt Binagadi är i huvudsak ett öppet busklandskap.